# Clutia dregeana
Clutia dregeana là một loài thực vật có hoa trong họ Peraceae. Loài này được Scheele mô tả khoa học đầu tiên năm 1853.